# Шагал, Белла Самойловна
Белла Самойловна Шагал (урождённая Розенфельд; фр. Bella Rosenfeld Chagall, идиш בעלא שאגאל‎; 14 декабря 1889, Витебск — 2 сентября 1944, Нью-Йорк, Нью-Йорк) — писательница, переводчица. Первая жена художника Марка Шагала, оказавшая большое влияние на его творчество.

## Биография
Бася-Рейза Шмуйловна Розенфельд родилась 15 ноября 1895 года в Витебске, став восьмым ребёнком в хасидской семье. Отец, ювелир Шмуль-Ноах Ицкович, являлся попечителем витебской Талмуд-торы. Мать — Фрида Левьянт-Розенфельд.
До пятого класса Бася-Рейза Розенфельд училась в еврейской школе. После сдачи экзаменов в 1905 году перевелась в Витебскую Алексеевскую женскую гимназию. В гимназии преподавали «Закон еврейской веры» на русском языке, а в субботу евреи могли не посещать учебное заведение. Розенфельд изучала французский и немецкий языки. Через два года окончила гимназию с серебряной медалью и вместе с другой выпускницей витебской гимназии Теей Брахман подала документы на поступление на историко-философский факультет Московских высших женских курсов. Обучение стоило её родителям 100 рублей в год. Поступив в университет Бася-Рейза Розенфельд, русифицировала своё имя и стала Бертой Розенфельд.
Летом 1909 года, находясь в гостях у Теи Брахман в Витебске, Белла знакомится с 22-летним художником Марком Шагалом, который приехал погостить домой из Санкт-Петербурга.
«С ней, не с Теей, а с ней должен быть я — вдруг озаряет меня! Она молчит, я тоже. Она смотрит — о, её глаза! — я тоже. Как будто мы давным-давно знакомы, и она знает обо мне всё: моё детство, мою теперешнюю жизнь, и что со мной будет; как будто всегда наблюдала за мной, была где-то рядом, хотя я видел её в первый раз. И я понял: это моя жена. На бледном лице сияют глаза. Большие, выпуклые, чёрные! Это мои глаза, моя душа. Тея вмиг стала мне чужой и безразличной. Я вошел в новый дом, и он стал моим навсегда» (Марк Шагал, «Моя жизнь»).

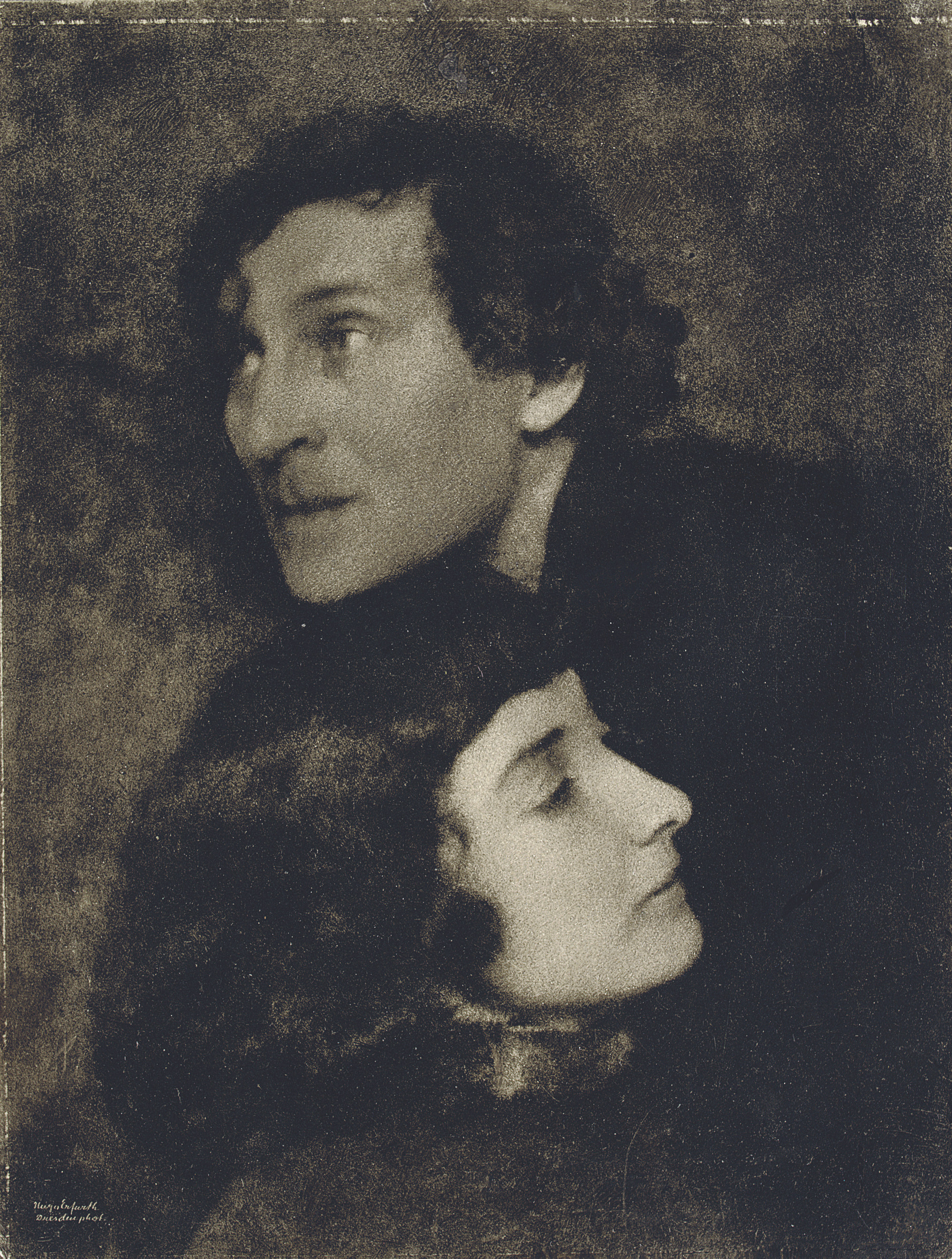
Марк Шагал и Белла (1923)

Во время учёбы в высших женских курсах Берта занималась актёрским мастерством в студии Станиславского и работала в газете «Утро России». Занятия в театре она прекратила из-за травмы полученной на репетиции. Берта успешно сдала экзамены в ноябре 1913 года, а в феврале 1914 года защитив две диссертации «Освобождение русских крестьян» и «Достоевский», получила диплом.
После возвращения Шагала из Парижа 25 июля 1915 года Берта выходит за него замуж. Спустя год у них рождается дочь Ида. Во время Первой мировой войны родственники Берты помогают Шагалу покинуть Санкт-Петербург и избежать воинской службы. В 1918 году вместе с Марком она возвращается в Витебск, где Шагала назначают Уполномоченным по делам искусства Витебской губернии. После этого, Шагалы переезжают в Москву, где из-за трудности с финансами Берте приходится продавать драгоценности. В 1922 году семья перебирается в Берлин, а в 1923 году — в Париж. В Европе Берта на европейский манер сменила имя и стала Беллой.
В 1931 году супруги отправляются в путешествие в Палестину. В конце 1920-х Белла перевела с русского на французский книгу мужа «Моя жизнь», а в середине 1930-х начала писать мемуары.
Во время Второй мировой войны в апреле 1941 года супругов лишили французского гражданства. В одном из марсельских отелей их арестовывают вместе с другими евреями. Находящийся во Франции американский журналист Вариан Фрай устраивает скандал, в результате которого местная полиция отпускает их. Спустя месяц Шагалы покидают Францию на корабле и перебираются в США. 2 сентября 1944 года Белла умирает в госпитале в городе Алтамон. По официальной версии Белла скончалась от сахарного диабета, однако по мнению её дочери Иды причиной смерти стала стрептококковая инфекция в горле. Её похоронили на кладбище Уэстчер Хиллз близ Нью-Йорка. На 30-й день после смерти Беллы Комитет еврейских писателей, художников и учёных устроил в Карнеги-холл вечер, посвящённый её памяти, где собралось более двухсот человек.
После смерти Беллы Марк Шагал и их дочь Ида издают её книги — «Первая встреча» и «Горящие огни».

## Белла в творчестве Шагала

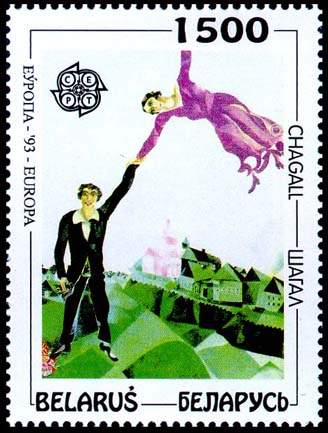
Марк Шагал и Белла Розенфельд в работе «Прогулка». Почтовая марка Беларуси (1993)

Марк Шагал изображал Беллу на своих картинах со времени знакомства в 1909 году. Любовная тема в творчестве Шагала неизменно связана с образом Беллы. Почти во всех картинах Шагала, образ женщины это образ Беллы.
В 1917—1918 годах Шагал написал автобиографический триптих из картин «Над городом», «Прогулка» и «Двойной портрет». Образ Беллы также изображён в картинах «Голубые любовники» (1914), «Зелёные любовники» (1914), «Розовые любовники» (1916), «Серые любовники» (1917), , «Любовники» (1914), «День рожденья» (1915), «Белла в белом воротничке» (1917) и «Белла в белых перчатках» (1909).
Мотив своей свадьбы с Беллой Марк Шагал изобразил в работах «Свадьба» (1916), «Шагал с Беллой» (1934). После смерти Беллы Шагал не мог заниматься живописью в течение девяти месяцев, повернув мольберты с эскизами к стене. Уже после кончины Беллы Шагал пишет работы «Свадебные огни» (1946), «Рядом с ней» и «Одиночество».

## Образ в культуре и искусстве
- Список Вариана[англ.] (2001) — Глория Карлин
- Шагал — Малевич (2014) — Кристина Шнайдер